# Вількув-Польський
Вількув-Польський (пол. Wilków Polski) — село в Польщі, у гміні Леонцин Новодворського повіту Мазовецького воєводства.
Населення — 305 осіб (2011).
У 1975-1998 роках село належало до Варшавського воєводства.

## Демографія
Демографічна структура станом на 31 березня 2011 року:
|          | Загалом | Допрацездатний вік | Працездатний вік | Постпрацездатний вік |
| -------- | ------- | ------------------ | ---------------- | -------------------- |
| Чоловіки | 147     | 21                 | 108              | 18                   |
| Жінки    | 158     | 23                 | 102              | 33                   |
| Разом    | 305     | 44                 | 210              | 51                   |